# Bahra 1
Bahra 1 – stanowisko archeologiczne w regionie Al-Subijah na północnym wybrzeżu Zatoki Kuwejckiej (Kuwejt) związane z kulturą Ubajd.

## Badania archeologiczne

### Historia badań
Od 2009 roku prace archeologiczne prowadzi polsko-kuwejcka ekspedycja archeologiczna (Kuwaiti-Polish Archaeological Mission, KPAM) Centrum Archeologii Śródziemnomorskiej Uniwersytetu Warszawskiego im. Kazimierza Michałowskiego przy współpracy z National Council for Culture, Arts and Letters of the State of Kuwait. Badaniami kieruje prof. Piotr Bieliński (CAŚ UW) wspólnie z Hamidem al-Mutairi (NCCAL, od 2014 roku), a wcześniej z Sultanem al-Duwejsz (NCCAL, do 2013 roku).

### Odkrycia archeologiczne
Odkryto ślady kilkunastu budowli o różnym charakterze, zachowały się przede wszystkim kamienne podstawy murów. Poświadczono kilka faz budowlanych, co wskazuje, że była to osada stała. Badania dostarczyły nowych danych na temat neolitu w Zatoce Perskiej i charakteru interakcji tego regionu z Mezopotamią w okresie Ubajd. Znalezione w osadzie przedmioty są dowodem silnych związków z południową Mezopotamią. O kontaktach z ośrodkami kultury Ubajd w Mezopotamii świadczy przede wszystkim duża ilość importowanej ceramiki – zarówno bogato zdobionych naczyń luksusowych, jak i niedekorowanych zasobowców. Również drobne zabytki ruchome wykonane z wypalonej gliny – być może ozdoby osobiste – są typowe dla kultury Ubajd. Jednocześnie jednak repertuar znalezisk obejmuje także przedmioty charakterystyczne dla tzw. neolitu arabskiego: ceramikę (tzw. Coarse Red Ware) oraz narzędzia krzemienne i kwarcowe o lokalnej proweniencji.
W 2018 roku badano kompleks architektoniczny odmienny od pozostałych założeń budowlanych znanych z tego stanowiska. Wiele wskazuje na to, że może to być budynek pełniący funkcję kultową, łączący lokalną tradycję z koncepcjami zapożyczonymi z kultury Ubajd. Byłaby to najstarsza budowla o charakterze kultowym nie tylko w Kuwejcie, ale i w całym rejonie Zatoki Perskiej.

### Datowanie
Jedna z najwcześniejszych osad kultury Ubajd w rejonie Zatoki Perskiej, ok. 5500–4900 p.n.e.